# Суховоля (Лодзинське воєводство)
Суховоля (пол. Suchowola) — село в Польщі, у гміні Жонсня Паєнчанського повіту Лодзинського воєводства.
Населення — 388 осіб (2011).
У 1975-1998 роках село належало до Пйотрковського воєводства.

## Демографія
Демографічна структура станом на 31 березня 2011 року:
|          | Загалом | Допрацездатний вік | Працездатний вік | Постпрацездатний вік |
| -------- | ------- | ------------------ | ---------------- | -------------------- |
| Чоловіки | 186     | 27                 | 138              | 21                   |
| Жінки    | 202     | 39                 | 106              | 57                   |
| Разом    | 388     | 66                 | 244              | 78                   |